# Bình Triều
Bình Triều là một xã thuộc huyện Thăng Bình, tỉnh Quảng Nam, Việt Nam.

## Địa lý
Xã Bình Triều nằm trên tuyến tỉnh lộ 613 huyện Thăng Bình, có vị trí địa lý:
- Phía tây giáp xã Bình Phục
- Phía bắc giáp xã Bình Giang
- Phía đông giáp sông Trường Giang và xã Bình Đào
- Phía đông nam giáp xã Bình Sa
- Phía tây nam giáp xã Bình Tú.

Xã Bình Triều có diện tích 12,63 km², dân số năm 2019 là 9.545 người, mật độ dân số đạt 756 người/km².

## Kinh tế
Bình Triều trước đây là xã Thăng Phương, sau đổi thành xã Thăng Triều, rồi đổi tên thành Bình Triều như ngày nay. Bình Triều là vùng đất đa số là đất cát nên nghề trồng rau là thế mạnh, là vùng rau sạch của huyện Thăng Bình.
Chạy dọc Bình Triều là dòng Trường Giang, là nơi mưu sinh của người dân dọc hai bờ sông.
Bình Triều hiện đang nằm trong cụm công nghiệp Hà Lam-Chợ Được.

## Văn hóa
Xã Bình Triều nổi tiếng với lễ hội rước bà chợ Được được tổ chức vào ngày 11 tháng giêng 
với ý nghĩa tưởng niệm người đã sáng lập nên chợ Được.
Trong lễ hội sẽ có hội rước cộ với những tích cổ với bàn tay của các nghệ nhân dàn dựng công phu. Bên cạnh đó còn có nhiều trò chơi bổ ích như đua thuyền, kéo co, đánh bóng chuyền v.v.